# Chițoveni, Botoșani
Chițoveni este un sat ce aparține orașului Flămânzi din județul Botoșani, Moldova, România.

## Așezare geografică
Satul se întinde pe colinele de la N-E pâna la apa Miletinului. Se învecineaza cu Prisăcani (cel mai apropiat), iar la distanțe mai mari, cu Stroiești si Dracșani.

## Istoric
Nu se cunoaște cu exactitate anul întemeierii (este posibil să aibă aceeași vechime cu satul vecin, Prisăcani). Fost sat de clăcași pe moșia Flămânzi, se spune că inițial ar fi fost situat cu circa 2 km mai la nord, dar din cauza invaziilor si a prădăciunilor (mai la nord se află paduri întinse), s-a strămutat mai spre râul Miletin.
Numele ar putea proveni de la proprietăreasa Paraschiva, căreia i se spunea Chița (de la Paraschivuța). De altfel si o pădure învecinata satului se numește Chițovanca.
Pe la sfârșitul veacului al XVII-lea, moșia Flămânzi se afla în proprietatea lui Dimitrie Mavrocordat, iar biserica veche din lemn a satului ar fi fost ctitoria sa, ridicată în 1798. În locul ei, s-a ridicat actuala biserică cu același hram Sf.Dimitrie între 1921-1935 (în pisania de la intrarea în biserică se menționează anul 1909 începerii construcției ), din piatră și cărămidă cu contribuția enoriașilor și a altor credincioși din împrejurimi. Biserica a fost sfințită în 1935 în timpul preotului Gheorghe Popa.
În timpul celui de-al doilea război mondial, armata sovietică a luptat și staționat și în aceste locuri, din primăvara anului 1944 pâna în august 1944 când au reușit spargerea frontului româno-german la Iași. Conform relatărilor sătenilor care au prins acele vremuri, locuitorii erau obligați să predea din animalele lor pentru a susține hrana soldaților sovietici. A fost stabilit un reprezentant din sat care să faciliteze comunicarea între armată și săteni și să stabileasca din ce gospodării se faceau rechiziționările de hrană. Situația a fost grea si tensionată, mai ales că frontul a rămas pe loc toată primavara, armata sovietică nereușind să întainteze după câteva atacuri respinse de armatele române și germane (a se vedea bătălia de la Târgul Frumos).

## Obiective notabile
- Biserica Sf. Dumitru, construită în 1935

## Transport
- DC47A